# حمد عرفي
الحمد العرفي فعل يشعر بتعظيم المنعم بسبب كونه منعما، أعم من أن يكون فعل اللسان أو الأركان.